# Абердинская битва
Би́тва при Аберди́не (англ. Aberdeen; 13 сентября 1644 г.) — одно из сражений в ходе Гражданской войны в Шотландии между войсками роялистов во главе с Джеймсом Грэмом, 1-м маркизом Монтрозом и парламентской армией ковенантеров, оборонявших Абердин — важнейший город северо-восточной Шотландии.

## Военные действия перед сражением
После победы в битве при Типпермуре и капитуляции Перта роялисты стали обладателями значительного количества оружия и амуниции, однако их ряды сильно поредели. Так, из 150 кавалеристов, прикомандированных к шотландским войскам главнокомандующим английских роялистов маркизом Ньюкаслом, у Монтроза осталось лишь 44. Часть шотландских горцев также покинула армию. С оставшейся 1000 солдат невозможно было и думать о наступлении в центральные регионы Шотландии. Монтроз повернул на северо-восток и направился к Абердину, главному порту северной части страны. По пути к его войскам присоединилось ещё около 500 человек из горных кланов, решивших встать на сторону короля. Форсировав Ди, армия Монтроза 12 сентября 1644 г. подошла к Абердину.

## Положение сторон
Утром 13 сентября армия ковенантеров во главе с лордом Берлеем вышла из города, чтобы атаковать роялистов. Монтроз направил в расположение противника парламентёра в сопровождении мальчика-барабанщика с требованием сдачи города. Ультиматум был отвергнут, а барабанщик убит. Это вызвало приступ ярости у Монтроза, который немедленно отдал приказ к атаке и потребовал не щадить ни одного человека из стана врага. Как и перед битвой при Типпермуре, Монтроз расположил свои войска в длинную линию, исключающую противнику возможность флангового обхода. В обоих концах своих позиций поместили по небольшой группе кавалеристов, призванных расчищать пути наступления от гражданских лиц.

## Ход битвы
Сражение началось артиллерийским обстрелом со стороны ковенантеров. Лорд Гордон со своей кавалерией атаковал правый фланг роялистов, однако был отброшен бесстрашными действиями небольшого конного отряда, который возглавлял лично Монтроз. Немедленно после победы на правом фланге кавалеристы Монтроза передислоцировались на левый, где с их помощью была смята ковенантская пехота. Поражение парламентской армии довершила атака ирландцев центра. Ряды ковенантеров расстроились, и началось паническое бегство под защиту городских стен. Вслед за ковенантерами в город ворвались роялисты. В Абердине начались грабежи и массовые убийства мирных жителей, спровоцированные приказом главнокомандующего после гибели парламентёра.

## Значение сражения при Абердине
Ещё одна победа Монтроза позволила ему продолжить вербовку шотландских горцев в свои войска, однако пока их сила не позволяла роялистам удерживать под контролем значительные территории. Наступление основной парламентской армии маркиза Аргайла заставила Монтроза вскоре покинуть Абердин и уйти в горы. Большое значение имел факт разграбления города: это оттолкнуло от Монтроза значительную часть умеренных роялистов, включая членов клана Гордон, который доминировал в северо-восточной Шотландии, и углубило антагонизм между горцами и жителями городов и равнинных частей страны.